# Javier García Sánchez
Javier García Sánchez és un periodista i escriptor espanyol. Ha exercit el periodisme en diferents mitjans informatius i culturals. Ha publicat articles a Cuadernos Hispanoamericanos, El viejo Topo, Destino, Camp de l'arpa, Tiempo de Historia i Historia 16. Durant dos anys ha estat redactor en cap de la revista Quimera i ha treballat en la secció de cultura de La Voz de Euskadi.
És autor d'obres narratives com La dama del viento (1985), amb què va rebre el premi Pío Baroja, El mecanógrafo (1989), La historia más triste (1991), guardonada amb el premi Herralde, El Alpe-d'Huez (1994), Los otros (1998), Falta alma (2001), entre d'altres. Ha publicat també un llibre de poesia, La ira de la luz (1980); la biografia Indurain, una pasión templada (1997) i diversos llibres de relats, entre els quals, Teoría de la identidad (1984) i Crítica de la razón impura (1991). El 2003 va rebre el premi Azorín per la seva última novel·la, Dios se ha ido.